# インドの山岳鉄道群
インドの山岳鉄道群とはユネスコの世界遺産登録物件のひとつである。インドの山岳部を走る鉄道を対象とするものであるが、1999年に「ダージリン・ヒマラヤ鉄道」の名で登録された段階ではその名の通りダージリン・ヒマラヤ鉄道のみが対象とされていた。2005年にニルギリ山岳鉄道が登録対象に加えられた際に、現在の名称に変更された。その後、2008年にはカールカー＝シムラー鉄道が拡大登録された。
2008年現在運行しているインドの山岳鉄道は、あと1つマテラン登山鉄道 (Matheran Hill Railway) が存在する。インド政府はこれも拡大登録されることを目指し暫定リストに加えられたが、2010年の第34回世界遺産委員会でICOMOSは不登録を勧告し、これ以上インドの山岳鉄道群を拡大登録しないように要請した。これによりインド政府は推薦を辞退した。

## 登録基準
この世界遺産は世界遺産登録基準のうち、以下の条件を満たし、登録された（以下の基準は世界遺産センター公表の登録基準からの翻訳、引用である）。
- (2) ある期間を通じてまたはある文化圏において、建築、技術、記念碑的芸術、都市計画、景観デザインの発展に関し、人類の価値の重要な交流を示すもの。
- (4) 人類の歴史上重要な時代を例証する建築様式、建築物群、技術の集積または景観の優れた例。